# Heiko Nossek
Heiko Nossek (Esslingen am Neckar, 14 marzo 1982) è un pallanuotista tedesco, attaccante.

## Carriera

### Club
Heiko Nossek cresce tra le file dell'Esslingen. Nel 2003 si trasferisce al Cannstatt, con il quale vince il campionato tedesco nel 2006, anno in cui lascia la squadra e si trasferisce in Grecia al Ethnikos Piraeus Vaterpolo. Dopo esser tornato per una stagione nella squadra dove era cresciuto, l'Esslingen, Nossek si trasferisce alla Rari Nantes Sori dove inizia la sua avventura in Italia. Nella sua prima stagione italiana si laurea subito capocannoniere del torneo con 81 reti. L'anno successivo passa alla Rari Nantes Imperia e poi alla Rari Nantes Bogliasco.

## Statistiche

### Presenze e reti nei club
Statistiche aggiornate al 23 dicembre 2010.
| Stagione        | Squadra         | Campionato      | Campionato | Campionato | Coppe nazionali | Coppe nazionali | Coppe nazionali | Coppe continentali | Coppe continentali | Coppe continentali | Totale | Totale |
| Stagione        | Squadra         | Comp            | Pres       | Reti       | Comp            | Pres            | Reti            | Comp               | Pres               | Reti               | Pres   | Reti   |
| --------------- | --------------- | --------------- | ---------- | ---------- | --------------- | --------------- | --------------- | ------------------ | ------------------ | ------------------ | ------ | ------ |
| 2008-2009       | Sori            | A1              | ?          | 81         | -               | -               | -               | -                  | -                  | -                  | ?      | 81     |
| 2009-2010       | Imperia         | A1              | ?          | 50         | -               | -               | -               | -                  | -                  | -                  | ?      | 40     |
| 2010-2011       | Bogliasco       | A1              | 8          | 17         | -               | -               | -               | -                  | -                  | -                  | 8      | 17     |
| Totale carriera | Totale carriera | Totale carriera | ?          | ?          |                 | -               | -               |                    | -                  | -                  | ?      | ?      |

## Palmarès

### Club

#### Trofei nazionali
- Campionato tedesco: 1

Cannstatt: 2006

### Individuale
- Capocannoniere della Serie A1: 1

2008-2009 (81 gol)